# La Cour de récré : Les petits contre-attaquent
Série
La Cour de récré : Les Vacances de Noël
(2001) La Cour de récré : Rentrée en classe supérieure
(2003)
Pour plus de détails, voir Fiche technique et Distribution.
La Cour de récré : Les petits contre-attaquent (Recess: All Growed Down) est un long-métrage d'animation des studios Disney. Sorti directement en vidéo le 9 décembre 2003, il est basé sur la série La Cour de récré et est une sorte de suite à La Cour de récré : Vive les vacances ! et La Cour de récré : Les Vacances de Noël.

## Synopsis
T.J. et la bande de la cour de récréation sont kidnappés par les élèves de maternelle, qui sont à leur tour intimidés par le nouvel élève de leur classe. T.J., Gretchen et Mikey essaient de leur rappeler qu'ils sont tous amis.

## Fiche technique
- Titre original : Recess: All Growed Down
- Réalisation : Howy Parkins et Brenda Piluso
- Production : Bart Jennett
- Société de production : Walt Disney Television Animation
- Société de distribution : Walt Disney Pictures
- Date de sortie : 
  - États-Unis : 9 décembre 2003

## Distribution

### Distribution  et voix originales
- Rickey D'Shon Collins : Vincent Pierre "Vince" LaSall
- Jason Davis : Michael "Mikey" Blumberg
- Ashley Johnson : Gretchen Grundler
- Andy Lawrence : Theodore Jasper "T.J." Detweiler
- Courtland Mead : Gastav Patton "Gus" Grizwald